# Chladné čtení
Chladné čtení (anglicky cold reading) je způsob, kterým astrologové, iluzionisté, jasnovidci, léčitelé, manipulátoři apod. přesvědčují klienta, že znají vše o jeho osobnosti a problémech. Jde o souhrn více technik, pomocí nichž dokáže uživatel chladného čtení – pro nejednotnost názvu bude v následujícím textu použito nepřesného označení jasnovidec či vykladač – vzbudit u svého protějšku dojem, že o něm ví více, než je ve skutečnosti pravda. Příkladem těchto technik jsou vhodně pokládané otázky, analýza mluveného projevu, čtení řeči těla či posuzování vzhledu klienta (pohlaví, oblečení, rasy, etnicity atd.).

## Techniky chladného čtení
Psycholog Ray Hyman uvádí, že pro úspěšné použití chladného čtení je potřeba dodržet následující třináctero:
1. Sebejistota vykladače.
2. Využití aktuálních statistických dat.
3. Přátelská atmosféra při sezeních.
4. Kooperace protistrany.
5. Využití očekávaných propriet (křišťálová koule, tarotové karty apod.).
6. Předem připravené obecné fráze.
7. Všímavost k detailům.
8. Snaha získat od klienta co nejvíce informací.
9. Schopnost dobře naslouchat.
10. Použití dramatických efektů.
11. Vytváření dojmu, že vykladač ví více, než říká.
12. Lichocení klientovi.
13. Sdělování klientovi to, co chce slyšet.

Vojtěch Mornstein uvádí, že mnoho lze vyčíst už ze samotného faktu, že se někdo na jasnovidce obrací, neboť tomu tak většinou bývá v určitých životních situacích. Zdůrazňuje, že je třeba určit, co chce klient slyšet, a nezapomenout ho pochválit.

### Statistiky
Vykladač vychází z premisy, že lidé mají více společného než odlišného a že jejich problémy obvykle mívají stejný původ. Lidé jasnovidce navštěvují obvykle proto, že potřebují někoho, kdo je vyslechne.

### Vhodně pokládané otázky
Jasnovidec má předem připravené fráze, kterými nenápadně z klienta dostává informace o jeho stavu. Klient si neuvědomuje, že informace, které mu vykladač říká, jsou pouze reformulované odpovědi, které mu sám řekl.

### Paušální popisy
Jasnovidec využívá obecně platné paušální popisy, s kterými se lidé rádi ztotožní. Takovými jsou skryté lichotky a věci, které rádi lidé slyší, i když nemusejí být pravdivé. Účinné je, když jasnovidec říká klientovi to, co chce klient slyšet. Jasnovidec tím utvrzuje klienta v jeho přesvědčení a vzbuzuje v něm dojem, že opravdu ví, o čem mluví.

#### Klam osobní validizace
Jak je tomu u věštění obvyklé, klient paušální popisy akceptuje jako individuální charakteristiky. Proto při použití takovýchto hodnocení klienti snadno podlehnou dojmu, že jasnovidec, či jiný uživatel chladného čtení, ví opravdu i to, co by vědět neměl. Úspěšnost osobní validizace je tím úspěšnější, čím víc je vykladač považován za kompetentního, metoda za plausibilní a náročnou (na informace, čas a výpočty) a pokud je klientovi vsugerováno, že jde opravdu o vysoce individualizovaný přístup.